# Gnassingbé Eyadéma
Gnassingbe Eyadema, rojen kot Etienne Eyadema, general in diktatorski predsednik Toga, * 26. december 1937, Pya, † 5. februar 2005.

## Življenjepis
V letih od 1953 do 1961 je Eyadema pod svojim rojstnim imenom Etienne Eyadema služil v francoski armadi v Alžiriji in Indokini. Po tem, ko se je Togo leta 1960 osamosvojil pa so mu, tako kot mnogim drugim veteranom iz francoske vojske, prepovedali vstop v armado novo ustanovljene države. Nezadovoljstvo teh veteranov je vodilo v državni udar, ki so ga izvedli pod vodstvom Emmanuela Bodjolle leta 1963. Po lastnih besedah naj bi prav Eyadema ustrelil prvega predsednika Toga, Sylvanusa Olympio. Eyadema je tako postal načelnik kabineta predsednika Toga, štiri leta kasneje pa je vodil novi državni udar, s katerim je sam prevzel oblast. Postal je predsednik države, kamor je vključil tudi vlogo ministrskega predsednika ter obrambnega ministra. Hkrati je prepovedal vse politične stranke. Nato je zmagal na vseh predsedniških volitvah (po mnenju večine opazovalcev so bile prirejene zaradi česar je Evropska Unija leta 1993 ukinila finančno pomoč tej državi) do leta 2002, ko so spremenili ustavo in odstranili vse formalne omejitve predsedniških mandatov. Eyadema je tako ostal predsednik vse do svoje smrti leta 2005.

## Obdobje vladavine
Obdobje Eyademove vladavine je bilo tipično diktatorsko. Zaznamovano je bilo z zatiranjem političnih nasprotnikov, mučenjem in podobnimi metodami za zastrahovanje ljudstva. Kljub tem metodam mu ni nikoli uspelo povsem zatreti opozicije, tako, da je bilo nanj izvedeno veliko število atentatov, ki pa je vse po vrsti preživel. Leta 1974 je bil tudi edini preživeli v letalski nesreči, ko je njegovo letalo strmoglavilo na severu Toga.
Eyadema je imel za časa vladavine veliko število žena s katerimi naj bi imel približno sto otrok. Po uradnih podatkih naj bi Gnassingbe Eyadema umrl zaradi srčnega napada leta 2005. Po njegovi smrti je za kratek čas oblast prevzel njegov sin Faure Gnassingbé.